# Menhir de Clairet
Le menhir du Clairet est un menhir situé à Landavran dans le département français d'Ille-et-Vilaine.

## Description
C'est un bloc de quartzite de forme pyramidale avec une base quadrangulaire. Il mesure 3,90 m de hauteur pour une largeur à la base de 2,60 m et une épaisseur de 1 m.
Selon L. Collin, les blocs épars visibles aux alentours seraient eux-mêmes des débris d'anciens menhirs. 